# Pereira (Familienname)
Pereira ist ein portugiesischer Familienname mit der Bedeutung „Birnbaum“.

## Namensträger

### A
- Adaílson Pereira Coelho (* 1986), brasilianischer Fußballspieler
- Adeílson Pereira de Mello (* 1985), brasilianischer Fußballspieler
- Adolfo Zon Pereira (* 1956), spanischer Ordensgeistlicher, Bischof in Brasilien
- Adrian Pereira (* 1999), norwegischer Fußballspieler
- Adriana Pereira (* 1964), brasilianische Schwimmerin
- Ágio Pereira, osttimoresischer Politiker
- Agnaldo Cordeiro Pereira (* 1975), brasilianischer Fußballspieler
- Agostinho Martins Pereira (* 1924), portugiesischer Filmschaffender
- Aimée von Pereira (* 2000), deutsche Handballspielerin
- Aitor Pereira (* 1992), andorranischer Fußballspieler
- Alencar Pereira (* 1999), brasilianischer Hammerwerfer
- Alex Pereira (* 1982), brasilianischer Fußballspieler
- Alexander Pereira (* 1947), österreichischer Opernintendant
- Alexander Pereira Cardoso (* 1975), brasilianischer Fußballspieler, siehe Alex Mineiro
- Alexander Salvator von Pereira (1850–1917), deutscher Oberst und päpstlicher Kammerherr
- Alexis Pereira  (* 1978), puerto-ricanischer Fußballspieler
- Álvaro Pereira (* 1985), uruguayischer Fußballspieler
- Álvaro Santos Pereira (* 1972), portugiesischer Ökonom, Politiker und Journalist
- Andre Luiz Quirino Pereira (* 1979), brasilianischer Basketballspieler
- Andrea Pereira (* 1993), spanische Fußballspielerin
- Andreas Pereira (* 1996), brasilianisch-belgischer Fußballspieler
- Anna Paula Pereira (* 1986), brasilianische Hammerwerferin
- Anthony Pereira (* 1982), indischer Fußballspieler
- António Pereira (Gewichtheber) (1888–1978), portugiesischer Gewichtheber und Ringer
- António Pereira (Freiheitskämpfer), osttimoresischer Freiheitskämpfer
- Antonio Pereira (Fußballspieler) (* 1964), Fußballspieler für Macau
- Antonio Pereira (Leichtathlet) (António Olímpio de Oliveira Pereira; * 1975), portugiesischer Leichtathlet
- Antonio Pereira y Ruiz (Politiker) (1729–um 1821), spanischer Politiker
- Antonio Pereira-Pacheco y Ruiz (1790–1858), spanischer Geistlicher und Schriftsteller
- António Eduardo Pereira dos Santos (* 1984), brasilianischer Fußballspieler, siehe Kanu (Fußballspieler)
- António Lima Pereira (1952–2022), portugiesischer Fußballspieler
- António Melo Pereira, portugiesischer Schauspieler
- Aristides Pereira (1923–2011), kapverdischer Politiker, Präsident 1975 bis 1991
- Arsénio Pereira da Silva (* 1973), osttimoresischer Politiker
- Augusto Heleno Ribeiro Pereira (* 1947), brasilianischer General und Politiker, siehe Augusto Heleno

### B
- Benedicto Pereira, brasilianischer Fußballspieler
- Bento Pereira (1605–1681), portugiesischer Jesuit, Theologe, Romanist und Lexikograf
- Brayann Pereira (* 2003), französisch-kongolesischer Fußballspieler

### C
- Caito Pereira (* 1969), mosambikanischer Fußballspieler
- Camila Martins Pereira (* 1994), brasilianische Fußballspielerin
- Carlos Pereira (Fußballspieler, 1910) (Carlos de Jesus Pereira; 1910–??), portugiesischer Fußballspieler
- Carlos Pereira (Leichtathlet), uruguayischer Leichtathlet
- Carlos Pereira (Fußballspieler, 1949) (Carlos Eduardo da Silva Pereira; * 1949), portugiesischer Fußballspieler
- Carlos Pereira (Fußballspieler, 1951) (Carlos Santiago Pereira; * 1951), spanischer Fußballtorhüter
- Carlos Pereira (Fußballfunktionär) (José Carlos Rodrigues Pereira; * 1952), portugiesischer Geschäftsmann und Fußballfunktionär
- Carlos Pereira (Fußballspieler, 1962) (Carlos Eduardo Deus Pereira; * 1962), portugiesischer Fußballspieler
- Carlos Pereira (Musiker), portugiesischer Musiker und Komponist
- Carlos Pereira Dias (1910–1995), portugiesischer Fechter, siehe Carlos Dias (Fechter)
- Carlos Alberto Breis Pereira (* 1965), brasilianischer Ordensgeistlicher, Koadjutorerzbischof von Maceió
- Carlos Emiliano Pereira (Carlinhos; * 1986), brasilianischer Fußballspieler
- Carlos Martins Pereira (1937–2013), portugiesischer Maler, Schriftsteller und Übersetzer
- Carmen Pereira (1937–2016), guinea-bissauische Politikerin, Präsidentin 1984
- Casimir Pereira (* 1954), seychellischer Leichtathlet
- Cássio Pereira (* 1971), brasilianischer Volleyballspieler
- Celerino Pereira (1874–1942), chilenischer Komponist und Pianist
- Celso Pereira de Almeida (1928–2014), brasilianischer Ordensgeistlicher, römisch-katholischer Bischof von Itumbiara
- César Pereira (* 1962), uruguayischer Fußballspieler
- Cipriana da Costa Pereira (* 1963), osttimoresische Politikerin
- Cléber Janderson Pereira Reis (* 1990), brasilianischer Fußballspieler, siehe Cléber Reis
- Cris Pereira (* 1980), togoischer Fußballspieler
- Cristina Pereira (1968–2009), portugiesische Volleyball- und Beachvolleyballspielerin
- Custódio Alvim Pereira (1915–2006), portugiesischer Erzbischof von Lourenço Marques

### D
- Danilo Pereira (* 1991), portugiesischer Fußballspieler
- Darío Pereira (* 1996), uruguayischer Fußballspieler
- Davidson da Luz Pereira (Davidson; * 1991), brasilianischer Fußballspieler
- Davis Pereira (* 1958), brasilianischer Radrennfahrer
- Décio Pereira (1940–2003), brasilianischer Geistlicher, Bischof von Santo André
- Delmino Pereira (* 1967), portugiesischer Radrennfahrer und Sportfunktionär
- Domingos Pereira (Freiheitskämpfer) († 1999), osttimoresischer Freiheitskämpfer
- Domingos da Conceição Pereira, osttimoresischer Politiker (PT)
- Domingos Leite Pereira (1882–1956), portugiesischer Priester und Politiker
- Domingos Simões Pereira (* 1963), guinea-bissauischer Politiker
- Douglas Pereira dos Santos (* 1990), brasilianischer Fußballspieler, siehe Douglas (Fußballspieler, August 1990)
- Duarte Pacheco Pereira (um 1469–1533), portugiesischer Seefahrer, Astronom und Geograph
- Dulce Pereira (* 1954), brasilianische Hochschullehrerin, Umweltaktivistin und Menschenrechtlerin
- Dylan Pereira (* 1997), luxemburgischer Automobilrennfahrer
- Dylan Pereira (Fußballspieler) (* 2002), singapurischer Fußballspieler

### E
- Eddie Esteves Pereira (1939–2022), brasilianischer Botaniker
- Ederson Pereira (* 1990), brasilianischer Leichtathlet
- Edmundo Pereira (1914–1986), brasilianischer Botaniker
- Eduardo Pereira (* 1954), uruguayischer Fußballspieler
- Egídio de Araújo Pereira Júnior (* 1986), brasilianischer Fußballspieler, siehe Egídio
- Elias Constantino Pereira Filho (* 1987), brasilianischer Fußballspieler
- Enrique Pereira (1909–1983), uruguayischer Wasserballspieler
- Ernani Pereira (* 1978), aserbaidschanischer Fußballspieler
- Eugénio Pereira, osttimoresischer Polizist
- Evelina Pereira (* 1978), portugiesische Schauspielerin, Sängerin und Model
- Everaldo Pereira (* 1956), brasilianischer Politiker, Geschäftsmann und Geistlicher der Organisation Assembleias de Deus
- Everaldo Matos Pereira (* 1976), brasilianischer Fußballspieler

### F
- Fabio Pereira de Azevedo (* 1977), togoischer Fußballspieler
- Fábio Pereira da Silva (* 1990), brasilianischer Fußballspieler, siehe Fábio (Fußballspieler, 1990)
- Fábio Júnior Pereira (* 1977), brasilianischer Fußballspieler
- Fabio de Matos Pereira (Fabinho; * 1982), brasilianischer Fußballspieler
- Fernando Pereira (1950–1985), portugiesisch-niederländischer Fotograf und Greenpeace-Aktivist
- Fernando Pereira (Offizier) (Cobo; * 1954/1955), são-toméischer Major und Putschist
- Fernando Pereira (Fußballspieler, 1959) (* 1959), venezolanischer Fußballspieler
- Fernando Pereira (Fußballspieler, 1973) (* 1973), angolanischer Fußballspieler
- Fernando Pereira de Pinho Júnior (* 1966), brasilianischer Fußballspieler, siehe Nando (Fußballspieler, 1966)
- Fernando de Arteaga y Pereira (1851–1934), spanischer Dichter, Romanist und Hispanist
- Florentina da Conceição Pereira Martins Smith (* 1958), osttimoresische Politikerin
- Florindo Pereira, osttimoresischer Politiker
- Fortunato Pereira Gamba (1866–1936), kolumbianischer Ingenieur und Hochschullehrer
- Francisca Pereira (* 1942), guinea-bissauische Krankenschwester, Widerstandskämpferin und Politikerin (PAIGC)
- Francisco Pereira (Kunstsammler), spanischer Geistlicher und Kunstsammler
- Francisco Pereira da Silva (1918–1985), brasilianischer Dramatiker
- Francisco do Borja Pereira do Amaral (1898–1989), brasilianischer Geistlicher, Bischof von Taubaté
- Francisco José Pereira (Chico Pereira; 1933–2012), brasilianischer Schriftsteller
- Francisco Silvério Pereira (1913–1991), brasilianischer Insektenkundler
- Francisco Pereira (Handballspieler) (* 1999), portugiesisch-britischer Handballspieler
- Fred Pereira (* 1954), US-amerikanischer Fußballspieler

### G
- Gabriel Pereira (* 1992), uruguayischer Fußballspieler
- Gabriel Antonio Pereira (1794–1861), uruguayischer Politiker, Präsident 1838 und 1856 bis 1860
- Geyza Pereira (* ca. 1985), brasilianische blinde Balletttänzerin und Pädagogin
- Gladstone Pereira della Valentina (* 1985), brasilianischer Fußballspieler
- Gómez Pereira (1500–1567), spanischer Philosoph und Arzt
- Gonçalo Pereira (Bischof) (Gonçalo Gonçalves Pereira; um 1280–1348), portugiesischer Geistlicher, Erzbischof von Braga
- Gonçalo Pereira (Tennisspieler) (* 1984), portugiesischer Tennisspieler
- Gonçalo Pereira Pimenta de Castro (1868–1952), portugiesischer Offizier und Kolonialverwalter
- Gonçalo Pereira Ribeiro Telles (* 1922), portugiesischer Politiker und Landschaftsarchitekt, siehe Gonçalo Ribeiro Telles
- Gonzalo Pereira (* 1997), uruguayischer Fußballspieler
- Guzmán Pereira (* 1991), uruguayischer Fußballspieler

### H
- Hal Pereira (1905–1983), US-amerikanischer Filmausstatter
- Hamilton Pereira (* 1987), uruguayischer Fußballspieler
- Heitor Pereira, brasilianischer Musiker und Filmkomponist
- Hélio Pereira dos Santos (* 1967), brasilianischer Geistlicher, Bischof von Serrinha
- Heloiza Lacerda Pereira (* 1990), brasilianische Volleyballspielerin
- Henriette von Pereira-Arnstein (1780–1859), österreichische Pianistin
- Henrique Miguel Pereira (* 1972), Biodiversitätsforscher
- Hetzón Pereira (* 1980), guatemaltekischer Fußballspieler
- Heinrich von Pereira (1773–1835), deutscher Bankier
- Hildeberto Pereira (* 1996), portugiesischer Fußballspieler

### I
- I. Rice Pereira (1902–1971), US-amerikanische abstrakte Künstlerin, Dichterin und Philosophin
- Ibson Pereira de Melo (* 1989), brasilianischer Fußballspieler
- Inês Pereira (* 1999), portugiesische Fußballtorhüterin
- Isidro de Morais Pereira (* 1959), portugiesischer Generalmajor
- Ivan Pereira (* 1964), indischer Geistlicher, Bischof von Jammu-Srinagar
- Ivo Arzua Pereira (1925–2012), brasilianischer Ingenieur und Politiker
- Izabel Rosa Pereira (* 1910), brasilianische Altersrekordlerin
- Izilda Pereira Soares (* 1958), osttimoresische Politikerin

### J
- Jacinta Abucau Pereira (* 1973), osttimoresische Politikerin
- Jacinto Pereira (* 1974), angolanischer Fußballspieler
- Jackie Pereira (* 1964), australische Hockeyspielerin
- Jacob Rodrigues Pereira (1715–1780), portugiesischer Pädagoge
- Jair Pereira Rodríguez (* 1986), mexikanischer Fußballspieler
- Jair de Jesús Pereira (* 1949), brasilianischer Fußballspieler
- Janderson Pereira (* 1989), brasilianischer Fußballspieler
- Januário Pereira, osttimoresischer Politiker
- Jasmine Pereira (* 1996), neuseeländische Fußballspielerin
- Jayson Videira Pereira (* 2005), luxemburgischer Fußballspieler
- Jeferson Pereira Vieira (* 1989), brasilianischer Fußballspieler
- Jefferson Santos Pereira (* 1989), katarischer Beachvolleyballspieler brasilianischer Herkunft
- Joana Pangaio-Pereira (* 1987), portugiesische Tennisspielerin
- João Pereira (João Pedro da Silva Pereira; * 1984), portugiesischer Fußballspieler
- João Pereira (Triathlet) (* 1987), portugiesischer Triathlet
- João Pereira (Diplomat), osttimoresischer Diplomat
- João Pereira (Fünfkämpfer) (* 1918), portugiesischer Moderner Fünfkämpfer
- João Pereira (Karambolagespieler), portugiesischer Karambolagespieler
- João Pereira Batalha Santos (Jamba; * 1977), angolanischer Fußballspieler, siehe Jamba (Fußballspieler)
- José Henrique Fuents Gomes Pereira (* 1955), portugiesischer Schwimmer
- João José Pereira (* 1987), portugiesischer Triathlet
- João Maria Pereira (* 1846), portugiesischer Offizier und Kolonialverwalter
- João Pedro Pereira Silva (* 1990), portugiesischer Fußballspieler
- João Pedro Thomaz Pereira (1905–1985), brasilianischer Schwimmer
- Joaquín Pereira Becerra (1838–1923), ecuadorianischer Militär
- Joe Pereira (1927–2013), indischer Jazz-Saxophonist
- Joel Pereira (* 1996), portugiesischer Fußballspieler
- Joércio Gonçalves Pereira (* 1953), brasilianischer Ordensgeistlicher
- Jonathan Pereira (Mediziner) (1804–1853), britischer Pharmakologe
- Jonathan Pereira (Fußballspieler) (Jonathan Pereira Rodríguez; * 1987), spanischer Fußballspieler
- Jonathan Martins Pereira (* 1986), französischer Fußballspieler
- José Pereira (Moderner Fünfkämpfer) (José Joaquim Collares Vieira Serra Pereira; 1918–??), portugiesischer Moderner Fünfkämpfer
- José Pereira (Fußballspieler, 1931) (* 1931), portugiesischer Fußballtorwart
- José Pereira (Fußballspieler, 1972) (* 1972), puerto-ricanischer Fußballspieler
- José Pereira (Tennisspieler) (* 1991), brasilianischer Tennisspieler
- José Pereira da Silva Barros (1835–1898), brasilianischer Geistlicher, Erzbischof von São Sebastião do Rio de Janeiro
- José de Almeida Batista Pereira (1917–2009), brasilianischer Geistlicher, Bischof von Guaxupé
- José de Aquino Pereira (1920–2011), portugiesischer Geistlicher, Bischof von Rio Preto
- José Giral Pereira (1879–1962), spanischer Politiker
- José Gomes Pereira (* 1955), portugiesischer Schwimmer
- José João Pereira (* 1981), timoresischer Fußballspieler
- José Júlio Pereira Gomes (* 1952), portugiesischer Diplomat
- José María Pereira (* 1932), brasilianischer Fechter
- José Maria Pereira (* 1958), brasilianischer Geistlicher, Weihbischof in Rio de Janeiro
- José de Matos Pereira (1918–1976), brasilianischer Ordensgeistlicher, Bischof von Barretos
- José Mauro Pereira Bastos (1955–2006), brasilianischer Ordensgeistlicher, Bischof von Guaxupé
- José Mercedes Ortega Pereira (1856–1933), chilenischer Maler, siehe José Mercedes Ortega
- José Miguel Barata Pereira (* 1971), portugiesischer römisch-katholischer Geistlicher, Bischof von Guarda
- José Olivio Andrade Pereira (* 1985), angolanischer Fußballspieler
- Josefa Álvares Pereira Soares (* 1953), osttimoresische Politikerin
- Joshua Pereira (* 1997), singapurischer Fußballspieler
- Joy Jacqueline Pereira (* 1965), malaysische Geowissenschaftlerin
- Julia Pereira de Sousa Mabileau (* 2001), französische Snowboarderin
- Júlio Pereira (* 1953), portugiesischer Musiker und Musikwissenschaftler
- Júlio Cernadas Pereira (1929–2007), portugiesischer Fußballspieler und -trainer
- Júlio Maria dos Reis Pereira (1902–1983), portugiesischer Maler und Lyriker
- Junildo Pereira (Junildo Manuel de Castro Pereira, * 2003), osttimoresischer Fußballspieler

### K
- Keegan Pereira (* 1987), indischer Fußballspieler
- Ken Pereira (* 1973), kanadischer Hockeyspieler
- Kléber Pereira (* 1975), brasilianischer Fußballspieler

### L
- Lawrence Pereira (1876–1938), indischer Geistlicher, Bischof von Kottar
- Leandro Pereira (* 1991), brasilianischer Fußballspieler
- Leobaldo Pereira (* 1972), kubanischer Kanute
- Leonardo de Miranda Pereira (* 1936), brasilianischer Geistlicher, Bischof von Paracatu
- Leovigildo Amaral Pereira (* 1961), osttimoresischer Beamter
- Libório Pereira, osttimoresischer Beamter
- Lídia Pereira (* 1991), portugiesische Politikerin (PSD), MdEP
- Lola Pereira Varela (* 1954), spanische Autorin, Dozentin und Umweltschützerin
- Longinus Gabriel Pereira (1911–2004), indischer Geistlicher, Weihbischof in Bombay
- Lúcia Miguel Pereira (1901–1959), brasilianische Literaturkritikerin und Autorin
- Luis Pereira (* 1949), brasilianischer Fußballspieler
- Luísa Duarte Silva Teotónio Pereira, portugiesische Feministin und Osttimor-Aktivistin
- Luiz Augusto Pereira Souto Maior (* 1927), brasilianischer Diplomat
- Luiz Carlos Pereira (* 1960), brasilianischer Fußballspieler
- Luiz José Pereira (1724–1774), portugiesischer Mediziner
- Luiz de Castro Pereira (1768–1822), portugiesischer Geistlicher, Bischof und Prälat von Cuiabá in Brasilien

### M
- Mafalda Pereira (* 1976), portugiesische Freestyle-Skierin
- Maicon Pereira de Oliveira (1988–2014), brasilianischer Fußballspieler
- Maicon Pereira Roque (* 1988), brasilianischer Fußballspieler
- Maicón Thiago Pereira de Souza (* 1985), brasilianischer Fußballspieler
- Manuel Henrique Pereira, siehe Besouro Mangangá (1897–1924), brasilianischer Capoeirista
- Manuel Pereira (Bildhauer) (1588–1683), portugiesischer Bildhauer
- Manuel Pereira (Politiker) (* 1928), portugiesischer Politiker (PSD)
- Manuel Pereira (Fechter) (* 1961), spanischer Fechter
- Manuel Pereira (Poolbillardspieler) (* 1961), portugiesischer Poolbillardspieler
- Manuel Pereira da Costa (1915–2006), brasilianischer Geistlicher, Bischof von Campina Grande
- Manuel Pereira da Silva (1920–2003), portugiesischer Bildhauer
- Manuel de Castro Pereira (* 1961), osttimoresischer Politiker
- Manuela Leong Pereira (* 1969), osttimoresische Frauenrechtlerin und Rechtsanwältin
- Marcela Pereira, chilenische Biathletin
- Marcelo Moreira (Fußballspieler, 1981) (* 1981), brasilianischer Fußballspieler
- Marcelo Pereira (Fußballspieler, 1995) (Marcelo Antonio Pereira Rodriguez; * 1995), honduranischer Fußballspieler
- Marcelo Pereira da Costa (Marcelo Costa; * 1980), brasilianischer Fußballspieler
- Marcelo Pereira Moreira (* 1974), brasilianischer Fußballspieler
- Marcelo Pereira Surcin (* 1971), brasilianischer Fußballspieler, siehe Marcelinho Carioca
- Marcelo Pereira Sousa (* 1996), brasilianischer Fußballspieler, siehe Marcelo (Fußballspieler, 1996)
- Marcos Pereira (* 1943), brasilianischer Fußballspieler
- Maria Pereira (Schriftstellerin) (1876–1916), österreichische Schriftstellerin
- Maria do Céu Pereira (1953–1979), osttimoresische Frauenrechtlerin und Unabhängigkeitsaktivistin
- Maria Natércia Gusmão Pereira, osttimoresische Richterin
- Marlon Pereira (* 1987), niederländischer Fußballspieler
- Matheus Pereira (* 1996), brasilianischer Fußballspieler
- Matheus Pereira (Fußballspieler, 1997) (* 1997), brasilianischer Fußballspieler
- Matheus Pereira (Fußballspieler, 1998) (* 1998), brasilianischer Fußballspieler
- Matheus Pereira Barbosa (* 1999), brasilianischer Fußballspieler
- Matías Pereira (* 1992), uruguayischer Fußballspieler
- Mauro Pereira (* 1998), portugiesischer Sprinter
- Max Pereira (* 1970), brasilianischer Volleyballspieler
- Maxi Pereira (* 1984), uruguayischer Fußballspieler
- Maximiliano Pereira (Fußballspieler, 1993) (1993–2020), uruguayischer Fußballspieler
- Michael Pereira, kenianischer Hockeyspieler
- Michel Garbini Pereira (* 1981), brasilianischer Fußballspieler
- Mickaël Pereira (* 1987), französischer Fußballspieler
- Miguel Pereira (Bischof) (1562–1630), portugiesischer Bischof des Erzbistums São Salvador da Bahia in Brasilien
- Miguel Pereira (Fußballspieler, 1949) (* 1949), brasilianischer Fußballspieler
- Miguel Pereira (Regisseur) (* 1957), argentinischer Filmregisseur
- Miguel Pereira (Choreograf) (* 1963), portugiesischer Ballettchoreograf und -tänzer
- Miguel Pereira (Freiheitskämpfer), osttimoresischer Freiheitskämpfer
- Miguel Pereira (Fußballspieler, 1975) (* 1975), angolanischer Fußballspieler
- Miguel da Silva Pereira (1871–1918), brasilianischer Sanitärwissenschaftler
- Milton Corrêa Pereira (1919–1984), brasilianischer Geistlicher, römisch-katholischer Erzbischof von Manaus
- Moriah Rose Pereira, US-amerikanische Sängerin, siehe Poppy (Sängerin)

### N
- Natália Pereira (* 1989), brasilianische Volleyballspielerin
- Nélson Alexandre Gomes Pereira (Nelson; * 1975), portugiesischer Fußballtorhüter
- Nicolás Pereira (* 1970), venezolanischer Tennisspieler
- Nino Pereira, osttimoresischer Politiker
- Nuno Pereira (Leichtathlet) (* 2000), portugiesischer Mittelstreckenläufer
- Nuno Pereira (Fußballspieler) (* 1997), Fußballspieler für Macau
- Nuno Álvares Pereira (auch Nuno de Santa Maria; 1360–1431), portugiesischer Heerführer
- Nuno Miguel Pereira Diogo (* 1981), portugiesischer Fußballspieler
- Nuno Teotónio Pereira (1922–2016), portugiesischer Architekt

### O
- Octaviano Pereira de Albuquerque (1866–1949), brasilianischer Geistlicher, Bischof von Campos
- Onísio Pereia (* 2003), mosambikanischer Leichtathlet
- Osório Pereira (1905–??), brasilianischer Ruderer

### P
- Pablo Pereira (Volleyballspieler) (* 1974), argentinischer Volleyballspieler
- Pablo Pereira (Schriftsteller) (* 1978), brasilianischer Schriftsteller
- Pablo Pereira (Fußballspieler, 1985) (Pablo Andrés Pereira Errandonea; * 1985), uruguayischer Fußballspieler
- Pablo Pereira (Fußballspieler, 1986) (Pablo Daniel Pereira Coitiño; * 1986), uruguayischer Fußballspieler
- Pascoela dos Santos Pereira (* 1981), osttimoresische Tischtennisspielerin
- Patrick Pereira, antiguanischer Fußballspieler
- Paula Pereira (* 1988), brasilianische Badmintonspielerin
- Paulo Pereira (Fußballspieler) (Paulo Antônio do Prado Pereira; * 1965), brasilianisch-portugiesischer Fußballspieler und -trainer
- Paulo Pereira (Handballtrainer) (Paulo Jorge de Moura Pereira; * 1965), portugiesischer Handballtrainer
- Paulo Pereira dos Santos (* unbekannt; † 2022), osttimoresischer Komponist und Chorleiter
- Paulo de Sousa Pereira (* 1969), portugiesischer Unternehmer
- Pedro Pereira (* 1998), portugiesischer Fußballspieler
- Pedro Pereira Mesa (* 1979), kubanischer Fußballspieler
- Pedro Silva Pereira (* 1962), portugiesischer Jurist und Politiker (PS)
- Polycap Pereira (* 1932), ugandischer Hockeyspieler

### R
- Rafael Pereira (* 1997), brasilianischer Hürdenläufer
- Rafael Lima Pereira (* 1993), brasilianischer Fußballspieler
- Raimundo Pereira (* 1956), guinea-bissauischer Politiker
- Rebeca Pereira (* 1993), brasilianische Tennisspielerin
- Regina Pereira (* 1959), brasilianische Volleyballspielerin
- Reynold Pereira (* 1948), kenianischer Hockeyspieler
- Ricardo Pereira (Schauspieler) (Ricardo da Silva Tavares Pereira; * 1979), portugiesischer Schauspieler
- Ricardo Pereira (Fußballspieler) (Ricardo Domingos Barbosa Pereira; * 1993), portugiesischer Fußballspieler
- Ricardo Alexandre Martins Soares Pereira (* 1976), portugiesischer Fußballtorhüter, siehe Ricardo (Fußballspieler)
- Roberto Pereira (* 1952), kubanischer Fußballspieler
- Rodolfo Pereira (* 1959), chilenischer Ruderer
- Rodrigo Frank Pereira (* 1981), brasilianischer Fußballspieler
- Rodrigo de Castro Pereira (1899–??), portugiesischer Tennisspieler
- Roli Pereira de Sa (* 1996), französischer Fußballspieler
- Rômulo Cabral Pereira Pinto (* 1991), brasilianischer Fußballspieler
- Roniéliton Pereira Santos (* 1977), brasilianischer Fußballspieler
- Rubén Pereira (* 1968), uruguayischer Fußballspieler
- Rui Pereira (* 1956), portugiesischer Politiker

### S
- Sandra Pereira, portugiesische Sängerin
- Sayra Pereira (* 2000), mexikanische Handballspielerin
- Sebastian Pereira (* 1976), brasilianischer Judoka
- Sebastião Pereira do Nascimento (* 1976), brasilianischer Fußballspieler, siehe Didi (Fußballspieler, 1976)
- Shanti Pereira (* 1996), singapurische Sprinterin
- Silvana Pereira da Silva (* 1948), brasilianische Leichtathletin
- Silvestre Pereira (* 1971), portugiesischer Kanute
- Sílvio Manuel Pereira (* 1987), portugiesischer Fußballspieler, siehe Sílvio
- Simeon Anthony Pereira (1927–2006), pakistanischer Geistlicher, Erzbischof von Karatschi
- Soeiro Pereira Gomes (1909–1949), portugiesischer Schriftsteller und Politiker (PCP)
- Solange Pereira (* 1989), portugiesisch-spanische Leichtathletin
- Stefan Pereira (Stefan Figueiredo Pereira, * 1988), brasilianisch-Hongkonger Fußballspieler
- Steven Pereira (* 1994), kapverdischer Fußballspieler

### T
- Teliana Pereira (* 1988), brasilianische Tennisspielerin
- Teóphilo Bettencourt Pereira (1900–1988), brasilianischer Fußballspieler
- Thiago Pereira (* 1986), brasilianischer Schwimmer
- Thomas Pereira (Fußballspieler) (* 1973), norwegischer Fußballspieler
- Tiago Pereira (Fußballspieler, 1975) (* 1975), portugiesischer Fußballspieler
- Tiago Pereira (Handballspieler) (* 1989), portugiesischer Handballspieler
- Tiago Pereira (Leichtathlet) (* 1993), portugiesischer Leichtathlet
- Tiago Pereira (Tennisspieler) (* 2004), portugiesischer Tennisspieler
- Timóteo Francisco Nemésio Pereira Cordeiro (1928–1990), brasilianischer Ordensgeistlicher, römisch-katholischer Bischof von Tianguá
- Tomás Pereira (1645–1708), portugiesischer jesuitischer China-Missionar
- Tomás Romero Pereira (Politiker) (1886–1982), paraguayischer Politiker, Präsident 1954
- Túlio Humberto Pereira da Costa (* 1969), brasilianischer Fußballspieler, siehe Túlio Maravilha

### U
- Ubiratan Pereira Maciel (1944–2002), brasilianischer Basketballspieler
- Uendel Pereira Gonçalves (* 1988), brasilianischer Fußballspieler

### V
- Vagner Pereira Costa (* 1987), brasilianischer Fußballspieler
- Valdemir Pereira (* 1974), brasilianischer Boxer
- Valdir Pereira (Didi; 1928–2001), brasilianischer Fußballspieler, siehe Didi (Fußballspieler, 1928)
- Venceslau de Sousa Pereira de Lima (1858–1919), portugiesischer Politiker und Premierminister
- Victor Bobsin Pereira (* 2000), brasilianisch-spanischer Fußballspieler
- Vinício Pereira († 2007), portugiesischer Sportfunktionär

- Virgílio Pereyra (Radsportler) (* 1928), uruguayischer Radrennfahrer
- Virgílio Pereira (Politiker, 1941) (* 1941), portugiesischer Politiker
- Virgílio Pereira (Politiker, 1978), osttimoresischer Politiker
- Vítor Pereira (* 1968), portugiesischer Fußballtrainer
- Vítor Gomes Pereira Júnior (* 1989), brasilianischer Fußballspieler, siehe Juninho (Fußballspieler, 1989)
- Vítor Melo Pereira (* 1957), portugiesischer Fußballschiedsrichter
- Vitorino José Pereira Soares (* 1960), portugiesischer Geistlicher und Weihbischof in Porto

### W
- Waltencir Pereira Serna (1946–1979), brasilianischer Fußballspieler
- Washington Luís Pereira de Sousa (1869–1957), brasilianischer Politiker, Präsident 1926 bis 1930
- Welington Pereira Rodrigues (* 1986), brasilianischer Fußballspieler
- William Pereira (1909–1985), US-amerikanischer Architekt

### Z
- Zeni Pereira (1924–2002), brasilianische Schauspielerin
- Zenildo Luiz Pereira da Silva (* 1968), brasilianischer Ordensgeistlicher, Bischof von Borba